# Провинция Спалато
Провинция Спалато (на италиански: Provincia di Spalato) е една от трите провинции на губернаторство Далмация по време на Втората световна война.
Образувана е на 18 май 1941 г. след разгрома на кралство Югославия от силите на Оста.
Провинцията на Сплит включва градовете Сплит и Трогир с вътрешността на страната, както и някои от далматинските острови – Шолта, Брач, Вис, Корчула, Ластово, Сушак и Палагружа – последните три, до включването им в провинция Зара – с Млет.
Провинцията просъществува до септември 1943 г. Има площ от 975 km² и население от 128 400 жители. По-голяма част от населението на провинцията са хървати, но има и една малка общност от около 3000 далматински италианци, от които повече от 1000 през 1940 г. пребивават в Сплит. Градът е единственият индустриален център в региона, от значение за военната продукция на силите на Оста и в частност за Италия. 
На близо 6700 далматински италианци изселили се в Кралство Италия след създаването на Югославия през 1919 г. е предложено от фашисткото правителство на Мусолини да се завърнат в Далмация. След преврата на Бадолио през септември 1943 г., територията на провинцията е заета от Независимата хърватска държава и провинцията престава да съществува.